# Коматозники (фильм, 2017)
«Комато́зники» (англ. Flatliners) — американский научно-фантастический психологический фильм ужасов 2017 года режиссёра Нильса Ардена Оплева по сценарию Бена Рипли. Это самостоятельное продолжение и ремейк одноимённого фильма 1990 года. Главные роли исполнили Эллен Пейдж, Диего Луна, Нина Добрев, Джеймс Нортон и Кирси Клемонс. История рассказывает о пяти студентах-медиках, которые пытаются провести эксперименты, которые дают околосмертные переживания.
Выход фильма в США состоялся 29 сентября 2017 года, в России — 23 ноября 2017 года компанией Sony Pictures. Он получил негативные отзывы от критиков, которые в целом заметили, что он повторил проблемы оригинала, не оправдав его интересную предпосылку.

## Сюжет
Группа студентов-медиков ставит эксперимент, пытаясь ответить на вопрос - есть ли жизнь после смерти? Для этого они поочерёдно вводят друг друга в состояние клинической смерти и регистрируют активность мозга, заранее не зная, к каким последствиям это приведет.

## В ролях
- Нина Добрев — Марло[2]
- Эллен Пейдж — Кортни[2]
- Диего Луна — Рэй[2]
- Джеймс Нортон — Джейми[2]
- Кирси Клемонс — София[2]
- Кифер Сазерленд — доктор Барри Вольфсон[a]
- Бо Мирчофф — Брэд[5]
- Мэдисон Бриджс — Тесса Холмс
- Мигель Энтони — Сайрус Гуджен
- Дженни Рэйвен — Ирина Вонг
- Шарлотта Маккинни — медсестра
- Венди Ракель Робинсон — миссис Джин Мэннинг
- Стив Байерс — брат Марло
- Джанет Портер — доктор Роуз
- Джеремайя Сирд — доктор Велез

## Продолжение
В 2008 году Майкл Дуглас и Стивен Саско попытались перепустить «Коматозников» в качестве телесериала. Дуглас должен был продюсировать сериал, а Саско должен был писать сценарий. Разработка официально перешла из сериала в полнометражный фильм в августе 2011 года; сценариста фильма «Исходный код» Бен Рипли был назначен в качестве сценариста, а Лоуренс Марк выступил продюсером с Дугласом. К февралю 2013 года Нильс Арден Оплев должен был быть режиссёром.
Оплев стремился иметь более представительный актёрский состав, чем его фильм 1990 года. В октябре 2015 года к актёрскому составу присоединилась Эллен Пейдж. В феврале 2016 года присоединился Диего Луна, а в апреле — Нина Добрев. В мае 2016 года присоединились Кирси Клемонс и Джеймс Нортон.
В июле 2016 года было объявлено, что вернётся Кифер Сазерленд, который снялся в оригинальном фильме. Позже Сазерленд рассказал, что он повторяет свою роль из оригинального фильма, добавив, что новый фильм на самом деле является продолжением, а не ремейком. Несмотря на объявление, Сазерленд сыграл персонажа с другим именем, чем в оригинале, без отсылки на конкретные события предыдущего фильма. В июле 2016 года присоединилась Шарлотта Маккинни.
Съёмки начались в начале июля 2016 года в Торонто, Онтарио в основном на объекте Cinespace Film Studios Киплинг Авеню, и завершились 7 сентября. 4 октября началось постпроизводство. Дополнительные съёмки начались 24 июня в Торонто и завершились 1 августа 2017 года.
В своих мемуарах Pageboy Пейдж описал небезопасную и токсичную рабочую среду на съёмочной площадке. Во время съёмок автомобильного трюка с участием Пейджа и Кирси Клемонса ни одному из них якобы не было предоставлено никаких ограничений, и их опасения были отклонены координаторами трюков. Пейдж также подробно описал случаи расизма по отношению к Клемонсу со стороны членов съёмочной группы и квирфобии по отношению к нему самому, особенно со стороны неназванного руководителя производства.
Натан Барр написал музыку к фильму. Саундтрек был выпущен лейблом Sony Classical.

## Показ
Премьера состоялась 29 сентября 2017 года компанией Sony Pictures Releasing. Изначально премьера была запланирована на 16 августа того же года.

### Выход на видео
12 декабря 2017 года фильм был выпущен на Digital HD, 19 декабря Blu-ray и DVD в Канаде и 26 декабря в США.

## Критика
Фильм получил крайне негативные отзывы кинокритиков. На сайте Rotten Tomatoes фильм имеет рейтинг 4 % на основе 77 рецензий со средним баллом 3,6 из 10. На сайте Metacritic фильм имеет оценку 27 из 100 на основе 20 рецензий критиков, что соответствует статусу «в целом неблагоприятные отзывы». На сайте CinemaScore зрители дали фильму оценку B- по шкале от A+ до F.
Кристиан Холуб из журнала Entertainment Weekly писал: «Мы живем в эпоху бесполезных ремейков, но новый фильм „Коматозники“ датского режиссёра Нильса Ардена Оплева отличается тем, что является, пожалуй, самым ненужным из всех».
Джон Дефор из журнала The Hollywood Reporter также высказался негативно в сторону фильма: «Вместо того, чтобы улучшить визуализацию пограничного состояния между жизнью и смертью, режиссёр Нильс Арден Оплев превращает самомнение в ещё одно оправдание для шаблонных сцен преследований, что делает этот ремейк неотличимой частью своих сверстников-триллеров 2017 года».